# 奥列西·布济纳

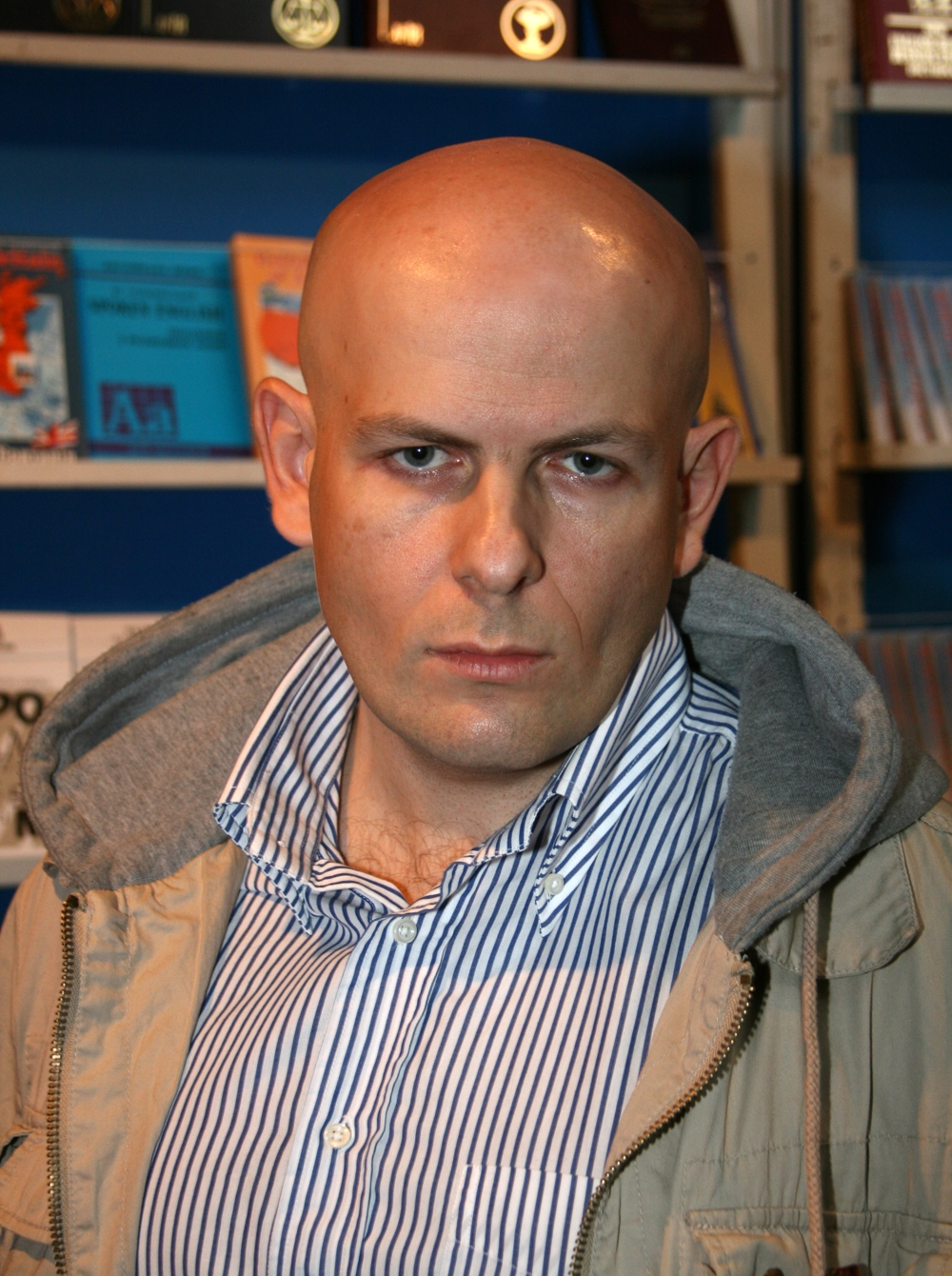
2008年的奥列西·布济纳

奥列西·布济纳（烏克蘭語：Оле́сь Олексі́йович Бузина́，1969年7月13日—2015年4月16日）乌克兰基辅人，乌克兰记者，2015年4月遇刺身亡。

## 生平
1992年毕业于基辅大学语文学系，专业为俄罗斯语言文学教学。此后他开始当记者。2007年起，担任《今日报》记者。在2012年乌克兰议会选举中，他试图代表俄罗斯集团赢得基辅一个选区议席。但他没有成功。在第223选区，他仅赢得8.22%的选票，不足以获得议席。
布济纳是乌克兰持亲俄罗斯立场的知名记者，还是一位作家，作品主要是历史题材。2015年1月任《今日报》总编辑，2015年3月以“报纸要接受新闻检查，上司不准评论时事，以及参加脱口秀节目没有人事权”等理由辞职。
2015年4月16日下午，布济纳在其位于基辅市杰格佳廖夫斯卡娅街58号的住宅楼旁边遭两个蒙面人枪杀，枪手乘坐一辆深蓝色福特福克斯汽车，挂外国车牌。这是继2015年4月15日乌克兰前议员奥列格·卡拉什尼科夫（前地区党党员、乌克兰“反迈丹”运动负责人）在位于基辅市区的家门口被枪杀后，发生在基辅的又一起针对亲俄派人士的刺杀。4月16日，乌克兰总统波罗申科责成内务部“迅速和透明地调查”这两起案件。

## 家庭
他已婚并育有一个女儿。

## 著作
- «Вурдалак Тарас Шевченко» (2000)
- «Тайная история Украины-Руси» (2005)
- «Верните женщинам гаремы» (2008)
- «Революция на болоте» (2010)
- «Воскрешение Малороссии» (2012)
- «Союз плуга и трезуба. Как придумали Украину» (2013)
- «Докиевская Русь» (2014)
- ЭМСКИЙ УКАЗ ПРОТИВ РУССКОГО ЯЗЫКА (2008)